# Partido Progresista Chūgoku
El Partido Progresista Chūgoku (japonés: 中国進歩党, Chūgoku Shimpotō) fue un partido político en Japón.

## Historia
El partido fue establecido en 1894 por cinco parlamentarios con sede en Okayama que habían abandonado el Rikken Kakushintō. Dirigido por Inukai Tsuyoshi, ganó cuatro escaños en las elecciones de septiembre de 1894.
En febrero de 1896 se fusionó con el Rikken Kaishintō, el Rikken Kakushintō, el Teikoku Zaisei Kakushin-kai y el Club Ōte para formar el Shimpotō.